# Tercera División B de Chile 2024
El Campeonato Nacional de Tercera División B 2024, también conocido como «Copa Diario La Cuarta Tercera División B 2024», es la 37.° edición de la quinta categoría del fútbol chileno, y que lo organiza la Asociación Nacional de Fútbol Amateur (ANFA).

## Sistema

### Formato
Los 36 equipos divididos en 3 grupos de 12 equipos, donde subirá el primero de cada uno, no definiendo el título de campeón, sino que cada ganador será considerado como tal, es decir, habrán 3 campeones. Por otro lado, los equipos que ocupen el 2.do y 3.er lugar de cada grupo, junto a los dos mejores cuartos, clasificarán automáticamente a los Play-Offs por el cuarto ascendido; etapa que se desarrollará en partidos de definición de ida y vuelta, con excepción del partido final, que será a partido único en campo neutral. Los dos últimos equipos de cada grupo, descenderán automáticamente a su Asociación de Origen.

### Orden
El orden de clasificación de los equipos, se determinaría, en una tabla de cómputo general de la siguiente manera:
- La mayor cantidad de puntos.

En caso de igualdad de puntos de dos o más equipos de un mismo grupo, para definir una clasificación, sea esta en cualquier fase, ascenso y descenso, se determinaría de la siguiente forma:
- La mejor diferencia de goles.
- La mayor cantidad de goles marcados.
- La mayor cantidad de partidos ganados.
- La mayor cantidad de goles marcados como visita.
- El que hubiera acumulado mayor puntaje en los enfrentamientos que se efectuaron entre los clubes que se encuentran en la situación de igualdad.
- En caso de persistir la igualdad, se desarrollaría un partido único en cancha neutral, determinada por la División (Art. 182 y 189 del Reglamento ANFA).

En el campeonato se observará el sistema de puntos, de acuerdo a la reglamentación de la Internacional F.A. Board, asignándose tres puntos, al equipo que resulte ganador; un punto, a cada uno en caso de empate; y cero puntos al perdedor.

## Postulantes
| Equipo             | Ciudad    | Región             |
| ------------------ | --------- | ------------------ |
| 11 de Septiembre   | Arica     | Arica y Parinacota |
| Unión              | Caldera   | Atacama            |
| Deportes Ovalle    | Ovalle    | Coquimbo           |
| Hijos de Punitaqui | Punitaqui | Coquimbo           |
| Tongoy             | Tongoy    | Coquimbo           |
| Andacollo          | Andacollo | Coquimbo           |
| Quilpué Unido      | Quilpué   | Valparaíso         |
| Canillitas         | Santiago  | Metropolitana      |
| Conchalí           | Santiago  | Metropolitana      |
| Deportes Pirque    | Santiago  | Metropolitana      |
| Deportes San Ramón | Santiago  | Metropolitana      |
| Futuro FC          | Santiago  | Metropolitana      |
| Internacional      | Santiago  | Metropolitana      |
| Julio Covarrubias  | Santiago  | Metropolitana      |
| Independiente      | Cauquenes | Maule              |
| Deportes Laja      | Laja      | Biobío             |
| Deportes Tomé      | Tomé      | Biobío             |
| Municipal Arauco   | Arauco    | Biobío             |
| Municipal Paillaco | Paillaco  | Los Ríos           |

     Postulación Aceptada
     Postulación Rechazada

## Relevos
| Pos | a Tercera División A |
| --- | -------------------- |
| 1.° | Imperial Unido       |
| 2.° | Constitución Unido   |

| Pos | a Tercera División B |
| --- | -------------------- |
| 3.º | Quintero Unido       |
| 4.º | Rancagua Sur         |

| Pos | a Tercera División B |
| --- | -------------------- |
| 14  | Equipos Aceptados    |

| Pos  | a Asociación Municipal   |
| ---- | ------------------------ |
| 10.º | Isla del Maipo           |
| 11.º | Monte Patria             |
| 11.º | Academia Machalí         |
| 12.º | Pumas FC                 |
| 11.º | Mulchén Unido            |
| 12.º | Nacimiento               |
| -    | Simón Bolívar (Retirado) |

## Localización
| Equipos                 | Región        | Ciudad              |
| ----------------------- | ------------- | ------------------- |
| CEFF Copiapó            | Atacama       | Copiapó             |
| Deportes Vallenar       | Atacama       | Vallenar            |
| Municipal Ovalle        | Coquimbo      | Ovalle              |
| Coliseo                 | Valparaíso    | Algarrobo           |
| Quintero Unido          | Valparaíso    | Quintero            |
| Adriana Cousiño         | Metropolitana | Calera de Tango     |
| Aguará                  | Metropolitana | La Reina            |
| Atlético Oriente        | Metropolitana | Lo Barnechea        |
| Cajón del Maipo         | Metropolitana | San José de Maipo   |
| Curacaví FC             | Metropolitana | Curacaví            |
| Cultural Maipú          | Metropolitana | Maipú               |
| Deportes Pirque         | Metropolitana | Pirque              |
| Deportivo La Granja     | Metropolitana | La Granja           |
| EFC Conchalí            | Metropolitana | Conchalí            |
| Ferroviarios            | Metropolitana | Santiago Centro     |
| Futuro FC               | Metropolitana | Peñalolén           |
| Gol y Gol               | Metropolitana | Pedro Aguirre Cerda |
| Julio Covarrubias       | Metropolitana | Padre Hurtado       |
| Municipal María Pinto   | Metropolitana | María Pinto         |
| Provincial Talagante    | Metropolitana | Talagante           |
| San Bernardo Unido      | Metropolitana | San Bernardo        |
| Tricolor Municipal      | Metropolitana | Paine               |
| Deportes Rancagua       | O'Higgins     | Rancagua            |
| Rancagua Sur            | O'Higgins     | Rancagua            |
| Deportivo Pumanque      | O'Higgins     | Pumanque            |
| Buenos Aires            | Maule         | Parral              |
| Independiente           | Maule         | Cauquenes           |
| Deportes Laja           | Biobío        | Laja                |
| Deportes Tomé           | Biobío        | Tomé                |
| Lota Schwager           | Biobío        | Coronel             |
| Naval                   | Biobío        | Talcahuano          |
| República Independiente | Biobío        | Hualqui             |
| Deportivo Meza          | Araucanía     | Padre Las Casas     |
| Deportivo Pilmahue      | Araucanía     | Villarrica          |
| Malleco Unido           | Araucanía     | Angol               |
| Municipal Paillaco      | Los Ríos      | Paillaco            |

| Curacaví FC Cajón del Maipo Municipal María Pinto Adriana Cousiño Provincial Talagante Julio Covarrubias Deportes Pirque Tricolor Municipal \| Deportes Tomé República Independiente Deportes Laja Naval Lota Schwager \| |
| Deportes Tomé República Independiente Deportes Laja Naval Lota Schwager |

| Deportes Tomé República Independiente Deportes Laja Naval Lota Schwager |

| Curacaví FC Cajón del Maipo Municipal María Pinto Adriana Cousiño Provincial Talagante Julio Covarrubias Deportes Pirque Tricolor Municipal \| Deportes Tomé República Independiente Deportes Laja Naval Lota Schwager \| |
| Deportes Tomé República Independiente Deportes Laja Naval Lota Schwager |

| Deportes Tomé República Independiente Deportes Laja Naval Lota Schwager |

## Información
| Equipo                  | Entrenador          | Estadio                    | Capacidad | Proveedor | Auspiciador          |
| ----------------------- | ------------------- | -------------------------- | --------- | --------- | -------------------- |
| Adriana Cousiño         | Nelson Cossio       | Los Jardines               | 200       | In-House  | Moly Farma           |
| Aguará                  | Felipe Luengo       | Centro Talinay             | 200       | Olymphus  | AIR                  |
| Atlético Oriente        | Agustín Salvatierra | Municipal de Lo Barnechea  | 2.500     | Acerbis   | Sabro Sushi          |
| Buenos Aires            | Eelco Navarro       | Nelson Valenzuela          | 2.000     | Masitri   | Ópticas Losada       |
| Cajón del Maipo         | Darío Catalán       | Juventud Maitenes          | 300       | Vicaf     | Health & Fitness     |
| CEFF Copiapó            | Carlos Rojas        | Luis Valenzuela            | 8.000     | Donnely   | Atlantic Sushi       |
| Coliseo                 | José Balladares     | Mirasol de Algarrobo       | 700       | Fort      | Donde Titor          |
| Conchalí                | Cristián Cofré      | Polideportivo Conchalí     | 1.000     | Training  | Crea Impresión       |
| Cultural Maipú          | Manuel Muñoz        | Santiago Bueras            | 4.000     | KS7       | Crea Impresión       |
| Curacaví FC             | Francisco Michea    | Olímpico Cuyuncaví         | 1.500     | Kuden     |                      |
| Deportes Laja           | Ricardo Tapia       | Facela                     | 3.000     | In-House  | CMPC                 |
| Deportes Pirque         | Jaime Pacheco       | Municipal de Pirque        | 1.000     | In-House  | Urbanizaciones       |
| Deportes Rancagua       | Manuel Rodríguez    | Guillermo Saavedra         | 2.000     | Cele Side | Vicmar Minera        |
| Deportes Tomé           | Diego Sepúlveda     | Juan Rogelio               | 1.500     | Lega      | Lucero               |
| Deportes Vallenar       | Ricardo Fuentes     | Nelson Rojas               | 4.975     | TDeportes | Guacolda             |
| Deportivo La Granja     | Agustín Casali      | Malaquías Concha           | 1.000     | Olymphus  | Olymphus             |
| Deportivo Meza          | Mauro Astrada       | El Alto de Padre Las Casas | 1.500     | In-House  | ProAraucania         |
| Ferroviarios            | Rodrigo Bendeck     | Arturo Rojas               | 336       | In-House  | MSV                  |
| Futuro FC               | Gerardo Febrero     | Municipal de Peñalolén     | 3.000     | Playmaker | RG Music             |
| Gol y Gol               | Lexter Lacroix      | La Marina                  | 1.350     | Titan     | Chile Astros         |
| Independiente           | Atilio Tapia        | Fiscal de Cauquenes        | 4.000     | NOR       | Dimaco Chilemat      |
| Julio Covarrubias       | Marcelo Miranda     | Los Jardines               | 200       | Guerrieri | Tais Manualidades    |
| Lota Schwager           | Renato Ramos        | Federico Schwager          | 4.000     | Training  | Cueva de Tango       |
| Malleco Unido           | John Bustamante     | Alberto Larraguibel        | 2.345     | In-House  | Super Trébol         |
| Municipal María Pinto   | Víctor Núñez        | San Pedro                  | 800       | Macron    | SZNET Fibra          |
| Municipal Ovalle        | Juan Ahumada        | Diaguita                   | 5.160     | In-House  | Riquísimo Restaurant |
| Municipal Paillaco      | Pedro Pavez         | Municipal de Paillaco      | 860       | Olymphus  | Schwencke            |
| Naval                   | Alejandro Pérez     | El Morro                   | 7.200     | Forza     | AutoImporta          |
| Pilmahue                | Milton Flores       | Matías Vidal               | 3.000     | Búho      |                      |
| Provincial Talagante    | Esteban Pino        | Lucas Pacheco              | 2.883     | JCQ       | VTA                  |
| Pumanque                | Diego Martínez      | Municipal de Pumanque      | 928       | In-House  | Nilahue Inversiones  |
| Quintero Unido          | Julio Villarroel    | Raúl Vargas                | 2.500     | BYS       | Quintero             |
| Rancagua Sur            | Nelson Fuentes      | Patricio Mekis             | 2.000     | STI       | Green World          |
| República Independiente | Juan Higueras       | Municipal de Hualqui       | 1.200     | Forza     | CMPC                 |
| San Bernardo Unido      | Felipe Navarro      | Luis Navarro               | 3.500     | Jez       | Pimps                |
| Tricolor Municipal      | César Fuentes       | Municipal de Paine         | 2.500     | Corur     | Casas Laguna         |

## Fase Zonal
Los 36 equipos divididos en 3 grupos de 12 equipos, donde subirá el primero de cada uno, no definiendo el título de campeón, sino que cada ganador será considerado como tal, es decir, habrán 3 campeones. Por otro lado, los equipos que ocupen el 2.do y 3.er lugar en cada grupo, junto a los dos mejores cuartos, clasificarán a los Play-Offs por el cuarto ascendido; etapa que se desarrollará en partidos de definición de ida y vuelta, con la excepción del partido final, que será a partido único en campo neutral.  El equipo que gana la Liguilla, ascenderá automáticamente a la Tercera División A, para la temporada 2025, siendo el acompañante de los 3 campeones de grupo. Los dos últimos equipos de cada grupo, descenderán automáticamente a su Asociación de Origen.
     Campeón. Asciende a la Tercera División A.
     Accede a los Play-Offs.
     Accede a los Play-Offs, por cupo extra.
     Desciende a su Asociación de Origen.

### Zona Norte
| Pos. | Equipo                | Pts. | PJ | G  | E | P  | GF | GC | Dif. |  |
| ---- | --------------------- | ---- | -- | -- | - | -- | -- | -- | ---- |  |
| 1    | Quintero Unido (A)    | 56   | 22 | 18 | 2 | 2  | 59 | 16 | +43  |  |
| 2    | Deportes Vallenar     | 50   | 22 | 16 | 2 | 4  | 51 | 25 | +26  |  |
| 3    | Atlético Oriente      | 46   | 22 | 14 | 4 | 4  | 51 | 15 | +36  |  |
| 4    | Municipal Ovalle      | 42   | 22 | 13 | 3 | 6  | 55 | 33 | +22  |  |
| 5    | Futuro FC             | 40   | 22 | 12 | 4 | 6  | 36 | 21 | +15  |  |
| 6    | Cultural Maipú        | 33   | 22 | 10 | 3 | 9  | 32 | 33 | −1   |  |
| 7    | Julio Covarrubias     | 32   | 22 | 10 | 2 | 10 | 33 | 35 | −2   |  |
| 8    | Municipal María Pinto | 26   | 22 | 7  | 5 | 10 | 23 | 35 | −12  |  |
| 9    | CEFF Copiapó          | 19   | 22 | 6  | 1 | 15 | 26 | 53 | −27  |  |
| 10   | Adriana Cousiño       | 13   | 22 | 4  | 1 | 17 | 20 | 57 | −37  |  |
| 11   | Coliseo (D)           | 12   | 22 | 3  | 3 | 16 | 16 | 45 | −29  |  |
| 12   | Conchalí (D)          | 10   | 22 | 2  | 4 | 16 | 16 | 51 | −35  |  |

 Fuente: Tercera División
| Sentencias                              |
| --------------------------------------- |
| - Bonificación de 3 puntos para Coliseo |

### Zona Centro
| Pos. | Equipo                 | Pts. | PJ | G  | E | P  | GF | GC | Dif. |  |
| ---- | ---------------------- | ---- | -- | -- | - | -- | -- | -- | ---- |  |
| 1    | Aguará (A)             | 56   | 22 | 17 | 5 | 0  | 53 | 10 | +43  |  |
| 2    | Provincial Talagante   | 53   | 22 | 16 | 5 | 1  | 65 | 19 | +46  |  |
| 3    | Curacaví FC            | 45   | 22 | 13 | 6 | 3  | 47 | 28 | +19  |  |
| 4    | Pumanque               | 41   | 22 | 12 | 5 | 5  | 46 | 26 | +20  |  |
| 5    | Tricolor Municipal     | 32   | 22 | 9  | 5 | 8  | 31 | 27 | +4   |  |
| 6    | Rancagua Sur           | 30   | 22 | 9  | 3 | 10 | 25 | 29 | −4   |  |
| 7    | Gol y Gol              | 28   | 22 | 7  | 7 | 8  | 37 | 33 | +4   |  |
| 8    | Cajón del Maipo        | 23   | 22 | 6  | 5 | 11 | 33 | 42 | −9   |  |
| 9    | Deportivo La Granja    | 18   | 22 | 3  | 9 | 10 | 37 | 57 | −20  |  |
| 10   | Ferroviarios           | 17   | 22 | 4  | 5 | 13 | 22 | 35 | −13  |  |
| 11   | San Bernardo Unido (D) | 16   | 22 | 4  | 4 | 14 | 31 | 50 | −19  |  |
| 12   | Deportes Pirque (D)    | 6    | 22 | 1  | 3 | 18 | 11 | 82 | −71  |  |

 Fuente: Tercera División

### Zona Sur
| Pos. | Equipo                  | Pts. | PJ | G  | E | P  | GF | GC | Dif. |  |
| ---- | ----------------------- | ---- | -- | -- | - | -- | -- | -- | ---- |  |
| 1    | Lota Schwager (A)       | 50   | 22 | 16 | 2 | 4  | 61 | 21 | +40  |  |
| 2    | Malleco Unido (A)       | 50   | 22 | 16 | 2 | 4  | 49 | 15 | +34  |  |
| 3    | Naval (A)               | 49   | 22 | 15 | 4 | 3  | 48 | 19 | +29  |  |
| 4    | Buenos Aires            | 47   | 22 | 15 | 2 | 5  | 42 | 28 | +14  |  |
| 5    | Deportes Rancagua       | 36   | 22 | 12 | 0 | 10 | 41 | 31 | +10  |  |
| 6    | Deportes Laja           | 34   | 22 | 9  | 7 | 6  | 25 | 21 | +4   |  |
| 7    | Deportivo Meza          | 31   | 22 | 9  | 4 | 9  | 28 | 28 | 0    |  |
| 8    | Municipal Paillaco      | 29   | 22 | 8  | 5 | 9  | 48 | 52 | −4   |  |
| 9    | República Independiente | 21   | 22 | 6  | 3 | 13 | 29 | 45 | −16  |  |
| 10   | Pilmahue                | 13   | 22 | 3  | 4 | 15 | 31 | 46 | −15  |  |
| 11   | Deportes Tomé (D)       | 10   | 22 | 3  | 1 | 18 | 12 | 60 | −48  |  |
| 12   | Independiente (D)       | 8    | 22 | 2  | 2 | 18 | 17 | 64 | −47  |  |

 Fuente: Tercera División

### Ascendidos
| Zona Norte                         |
| ---------------------------------- |
| Bandera de la Región de Valparaíso |
| Quintero Unido                     |

| Zona Centro                                    |
| ---------------------------------------------- |
| Bandera de la Región Metropolitana de Santiago |
| Aguará                                         |

| Zona Sur                        |
| ------------------------------- |
| Bandera de la Región del Biobío |
| Lota Schwager                   |

| Ganador Liguilla                     |
| ------------------------------------ |
| Bandera de la Región de La Araucanía |
| Malleco Unido                        |

| Subcampeón Liguilla             |
| ------------------------------- |
| Bandera de la Región del Biobío |
| Naval                           |

## Fase Play-Offs
En esta liguilla, los equipos que ocupen el 2.do y 3.er lugar de cada grupo, junto a los dos mejores cuartos, clasificarán automáticamente a los Play-Offs por el cuarto ascendido; etapa que se desarrollará en partidos de definición de ida y vuelta, con la excepción del partido final, que será a partido único en campo neutral. En toda la Liguilla, si hay empate en el marcador global de una llave o en la Final por el 4° Ascenso, el ganador de una llave o el cuarto equipo ascendido a la Tercera División A 2025, se definirá mediante lanzamientos penales. El equipo que gana la Liguilla, ascenderá automáticamente a la Tercera División A, para la temporada 2025, siendo el acompañante de los 3 campeones de grupo.
Posteriormente, el 9 de enero de 2025, se confirmó el ascenso de Naval de Talcahuano, que fue el subcampeón de la liguilla, debido a la expulsión de Deportes Valdivia de la ANFA, debido a los problemas económicos que tuvo en la temporada 2024.
|  | Cuartos | Cuartos              | Cuartos | Cuartos           |   |       | Semifinal            | Semifinal | Semifinal | Semifinal |  |   | Final | Final | Final |  |
|  |         |                      |         |                   |   |       |                      |           |           |           |  |   |       |       |       |  |
|  |         |                      |         |                   |   |       |                      |           |           |           |  |   |       |       |       |  |
|  | 1       | Provincial Talagante | 4       | 3                 |   |       |                      |           |           |           |  |   |       |       |       |  |
|  | 1       | Provincial Talagante | 4       | 3                 |   |       |                      |           |           |           |  |   |       |       |       |  |
|  | 8       | Municipal Ovalle     | 3       | 1                 |   |       |                      |           |           |           |  |   |       |       |       |  |
|  | 8       | Municipal Ovalle     | 3       | 1                 |   | 1     | Provincial Talagante | 0         | 2 (3)     |           |  |   |       |       |       |  |
|  |         |                      |         |                   |   | 1     | Provincial Talagante | 0         | 2 (3)     |           |  |   |       |       |       |  |
|  |         |                      | 4       | Naval (p.)        | 1 | 1 (5) |                      |           |           |           |  |   |       |       |       |  |
|  | 4       | Naval                | 4       | Naval (p.)        | 1 | 1 (5) | 0                    | 2         |           |           |  |   |       |       |       |  |
|  | 4       | Naval                |         |                   |   |       |                      |           |           |           |  |   |       |       |       |  |
|  | 5       | Buenos Aires         | 0       | 1                 |   |       |                      |           |           |           |  |   |       |       |       |  |
|  | 5       | Buenos Aires         | 0       | 1                 |   |       |                      |           |           |           |  | 4 | Naval | 0     |       |  |
|  |         |                      |         |                   |   |       |                      |           |           |           |  | 4 | Naval | 0     |       |  |
|  |         |                      | 2       | Malleco Unido     | 1 |       |                      |           |           |           |  |   |       |       |       |  |
|  | 3       | Malleco Unido        | 2       | Malleco Unido     | 1 | 1     | 2                    |           |           |           |  |   |       |       |       |  |
|  | 3       | Malleco Unido        |         |                   |   |       |                      |           |           |           |  |   |       |       |       |  |
|  | 6       | Curacaví FC          | 1       | 1                 |   |       |                      |           |           |           |  |   |       |       |       |  |
|  | 6       | Curacaví FC          | 1       | 1                 |   | 2     | Malleco Unido        | 1         | 4         |           |  |   |       |       |       |  |
|  |         |                      |         |                   |   | 2     | Malleco Unido        | 1         | 4         |           |  |   |       |       |       |  |
|  |         |                      | 3       | Deportes Vallenar | 3 | 1     |                      |           |           |           |  |   |       |       |       |  |
|  | 2       | Deportes Vallenar    | 3       | Deportes Vallenar | 3 | 1     | 1                    | 3         |           |           |  |   |       |       |       |  |
|  | 2       | Deportes Vallenar    |         |                   |   |       |                      |           |           |           |  |   |       |       |       |  |
|  | 7       | Atlético Oriente     | 2       | 1                 |   |       |                      |           |           |           |  |   |       |       |       |  |
|  | 7       | Atlético Oriente     | 2       | 1                 |   |       |                      |           |           |           |  |   |       |       |       |  |
|  |         |                      |         |                   |   |       |                      |           |           |           |  |   |       |       |       |  |

## Fase Campeonato
Los 3 campeones de grupo y ya ascendidos a la Tercera División A 2025, jugarán un triangular de 2 ruedas de 3 fechas, todos contra todos, para definir al campeón definitivo de la categoría, en la presente temporada.
| Pos. | Equipo         | Pts. | PJ | G | E | P | GF | GC | Dif. |  |
| ---- | -------------- | ---- | -- | - | - | - | -- | -- | ---- |  |
| 1    | Aguará (C)     | 8    | 4  | 2 | 2 | 0 | 5  | 3  | +2   |  |
| 2    | Quintero Unido | 4    | 4  | 1 | 1 | 2 | 8  | 8  | 0    |  |
| 3    | Lota Schwager  | 4    | 4  | 1 | 1 | 2 | 6  | 8  | −2   |  |

Actualizado a los partidos jugados el 16 de noviembre de 2024.
 Fuente: Tercera División
     Campeón.
     Subcampeón.
| Título               |
| -------------------- |
|                      |
| Aguará (1.er Título) |

## Estadísticas

### Goleadores
Actualizado el: 16 de noviembre de 2024

Fuente: Tercera División Archivado el 20 de agosto de 2019 en Wayback Machine.
| Jugador            | Equipo                  | Goles |
| ------------------ | ----------------------- | ----- |
| Simón García       | Quintero Unido          | 22    |
| Eduardo Carvajal   | Municipal Ovalle        | 20    |
| Benjamín Donoso    | Deportes Vallenar       | 20    |
| Eduardo Peñailillo | Provincial Talagante    | 19    |
| Johan Munives      | Lota Schwager           | 18    |
| Abdullah Al-Hamidi | Aguará                  | 16    |
| Lucas Benavides    | Municipal Paillaco      | 16    |
| Camilo Rojas       | CEFF Copiapó            | 15    |
| Bayron Espinoza    | Gol y Gol               | 14    |
| Lautaro Bórquez    | Malleco Unido           | 13    |
| Braulio Fernández  | Provincial Talagante    | 13    |
| Juan Pozo          | Tricolor Municipal      | 12    |
| Rodrigo Díaz       | Buenos Aires            | 11    |
| Luis Rodríguez     | Deportes Vallenar       | 11    |
| Patricio Echaniz   | Pumanque                | 11    |
| Jorge Venegas      | Deportivo La Granja     | 10    |
| Felipe Venegas     | Futuro FC               | 10    |
| Matías Zamorano    | Futuro FC               | 10    |
| Esteban Céspedes   | Municipal María Pinto   | 10    |
| Marco Araya        | República Independiente | 10    |
| Tomás Navarro      | Atlético Oriente        | 9     |
| Camilo Maureira    | Curacaví FC             | 9     |
| Matías Cortez      | Deportivo La Granja     | 9     |
| Brayan Paredes     | Naval                   | 9     |
| Diego Muñoz        | Naval                   | 9     |
| Michael Garcés     | Naval                   | 9     |
| Nicolás Sepúlveda  | Pilmahue                | 9     |
| Matías Cristi      | Pumanque                | 9     |
| Arón Díaz          | Rancagua Sur            | 9     |
| Alejandro Zúñiga   | Deportes Rancagua       | 8     |
| Marco Millanao     | San Bernardo Unido      | 8     |
| Rodrigo Herrera    | Adriana Cousiño         | 7     |
| Iván Martínez      | Aguará                  | 7     |
| Jesrrel Gálvez     | Atlético Oriente        | 7     |
| Francisco Rivera   | Buenos Aires            | 7     |
| Johan Díaz         | Cajón del Maipo         | 7     |
| Diego Paz          | Deportes Rancagua       | 7     |
| Lucas Astorga      | Deportes Vallenar       | 7     |
| Sebastián González | Julio Covarrubias       | 7     |
| Antonio Villagrán  | Lota Schwager           | 7     |
| Matías Segura      | Lota Schwager           | 7     |
| César Castillo     | Municipal Ovalle        | 7     |
| Samuel Avilés      | Municipal Ovalle        | 7     |
| Paolo Peralta      | Provincial Talagante    | 7     |
| Oscar Pino         | Pumanque                | 7     |
| Agustín Brito      | Quintero Unido          | 7     |
| Hamlet Castillo    | Quintero Unido          | 7     |

## Entrenadores
| Equipo                | Entrenador        | Período     |
| --------------------- | ----------------- | ----------- |
| Coliseo               | Nicolás del Río   | 1.° - 2.°   |
| Coliseo               | Jaime Herrera     | 3.° - 13.°  |
| Coliseo               | Carlos Rojas      | 14.° - 17.° |
| Coliseo               | José Balladares   | 18.° -      |
| Deportes Laja         | Luis Gómez        | 1.° - 2.°   |
| Deportes Laja         | Ricardo Tapia     | 3.° -       |
| Deportes Pirque       | Jorge Pérez       | 1.° - 4.°   |
| Deportes Pirque       | Jaime Pacheco     | 5.° -       |
| Deportes Tomé         | Mario Valdebenito | 1.° - 12.°  |
| Deportes Tomé         | Diego Sepúlveda   | 13.° -      |
| Deportes Vallenar     | Dennis Contreras  | 1.° - 3.°   |
| Deportes Vallenar     | Matías Ceriche    | 4.°         |
| Deportes Vallenar     | Ricardo Fuentes   | 5.° -       |
| Independiente         | Juan Marambio     | 1.° - 8.°   |
| Independiente         | Cristóbal Zárate  | 9.° - 14.°  |
| Independiente         | Atilio Tapia      | 15.° -      |
| Municipal María Pinto | John Castro       | 1.° - 17.°  |
| Municipal María Pinto | Víctor Núñez      | 18.° -      |
| Municipal Ovalle      | Leonardo Canales  | 1.° - 12.°  |
| Municipal Ovalle      | Juan Ahumada      | 13.° -      |
| Pumanque              | Renzo Yáñez       | 1.° - 17.°  |
| Pumanque              | Fidel Córdova     | 18.°        |
| Pumanque              | Diego Martínez    | 19.° -      |
| San Bernardo Unido    | Claudio Aros      | 1.° - 7.°   |
| San Bernardo Unido    | Felipe Navarro    | 8.° -       |